# Windows Nashville
Windows Nashville (dříve Cleveland) je označení pro verzi systému Windows, která nikdy nebyla vydána. Měla být vydána mezi verzemi Windows 95 (označení „Chicago“) a Windows 98 (označení „Memphis“). Pro veřejnost byla zveřejněna jako Windows 96. Jméno Nashville upomíná na město v Tennessee.
Windows 96 měly přidat do systému Internet Explorer 3. Představily systém Active Desktop, který umožňuje „zobrazit“ web na ploše. Uniklý build měl číslo verze 4.10.999 (Windows 95 měl číslo verze 4.00.950, Windows 95 OSR2 4.00.1111 a Windows 98 4.10.1998). Projekt byl nakonec zrušen, místo toho byl vydán Windows 95 OSR2. Kódové označení "Nashville" bylo znovu použito pro funkci Windows Desktop Update, která dodává aplikaci Internet Explorer 4 a většinu funkcí, které byly slíbeny ve Windows Nashville. Aplikace Athena PIM byla uvolněna jako Microsoft Internet Mail (později přejmenována na Outlook Express).
"Cleveland" je dřívější označení pro "Nashville". Chicago je největší město v Illinois, Memphis je největší město Tennessee. Nashville a Cleveland jsou města v Tennessee. Cleveland je rovněž 2. nejlidnatější město v Ohiu.